# Křepice (okres Břeclav)
Křepice (německy Krepitz) jsou obec v okrese Břeclav v Jihomoravském kraji. Sousedí s dálnicí D2. Obec Křepice leží v mírně zvlněné krajině na rozhraní úvalu řeky Svratky a východního okraje pahorkatiny Ždánického lesa. Rozloha katastrálního území je 672 ha. Žije zde přibližně 1 300 obyvatel.

## Název
Na vesnici bylo přeneseno původní pojmenování jejích obyvatel Křěpici. Jeho základem snad bylo praslovanské krępa - "suchá vyvýšenina nad močálem" a obyvatelské jméno by pak označovalo lidi bydlící na takovém místě. Nebo též mohlo být základem osobní jméno Křěpa (odvozené od obecného křěpý - "silný") a pak by obyvatelské jméno znamenalo "Křěpovi lidé". Vývoj jména v písemných pramenech: Crzepicz (1351), Crepicz (1365), Krepicz (1622), Krepitz (1673, 1718, 1720, 1751), Krepitz a Křepice (1846, 1872).

## Historie
První písemná zmínka o obci je z roku 1349 pod názvem Crepicz, kdy se připomínají bratři Kuneš a Vrš z Křepic. Potom se objevuje několik dalších jmen z řad méně významné nižší šlechty, která držela zboží v Křepicích. Před rokem 1498 koupil zboží Vilém z Pernštejna, který později koupil Židlochovické panství, k němuž byly Křepice připojeny a zůstaly jeho součásti do roku 1848.

## Současnost
Proti kostelu stojí škola postavená v roce 1910, protože původní z roku 1740 už nepostačovala. Vesnice byla převážně zemědělská, ale dnes většina obyvatel dojíždí za prací do okolních měst, zejména pak do Brna. Občanská vybavenost je na dobré úrovni, je zde obecní úřad, škola, mateřská škola, zdravotní středisko, knihovna, pošta, několik obchodů a restaurací, v obci je kanalizace, plynofikace, vodovod apod. Několik malých provozoven místních řemeslníků poskytuje služby. Aktivně zde působí řada spolků, hasiči, jednota sokolů, zahrádkáři, myslivci, holubáři, skautský oddíl, chovatelé drobného zvířectva či kynologický klub, jehož člen získal již dva tituly mistra světa. Občanské organizace se velkou mírou podílejí na kulturním a sportovním dění v obci. Různé akce se odehrávají v kulturním sále nebo ve sportovním areálu, kde jsou travnaté hřiště a hřiště s umělým povrchem pro tenis, košíkovou, házenou apod. V jihovýchodní části obce se nachází tzv. údolí kapliček. K jedné z nich, ke kapli sv. Cyrila a Metoděje, konají věřící každoročně pouť. Každoročně se v obci konají krojované Bartolomějské hody.

## Obyvatelstvo
Podle sčítání 1930 zde žilo v 274 domech 1186 obyvatel. 1179 obyvatel se hlásilo k československé národnosti a 5 k německé. Žilo zde 1149 římských katolíků, 35 evangelíků a 1 příslušník Církve československé husitské.

### Struktura
Vývoj počtu obyvatel za celou obec i za jeho jednotlivé části uvádí tabulka níže, ve které se zobrazuje i příslušnost jednotlivých částí k obci či následné odtržení.
| Místní části   | Místní části | 1896 | 1880 | 1890 | 1900 | 1910 | 1921 | 1930 | 1950 | 1961 | 1970 | 1980 | 1991 | 2001  | 2013  |
| -------------- | ------------ | ---- | ---- | ---- | ---- | ---- | ---- | ---- | ---- | ---- | ---- | ---- | ---- | ----- | ----- |
| Počet obyvatel | část Křepice | 818  | 841  | 883  | 1007 | 1073 | 1134 | 1186 | 1128 | 1232 | 1208 | 1208 | 1211 | 1 231 | 1 322 |
| Počet domů     | část Křepice | 194  | 201  | 207  | 211  | 217  | 227  | 274  | 285  | 287  | 291  | 314  | 370  | 363   |       |

## Pamětihodnosti

### Kostel sv. Bartoloměje
Kulturní památkou obce je kostel svatého Bartoloměje v pozdně barokním slohu, dostavěný v roce 1791. Má tři oltáře, v pozadí hlavního oltáře je kalvárie. Na kostel byl použit i materiál ze starého kostela, který byl zbořen. Byly přeneseny také tři zvony, velký ozdobený perštejnským znakem, z roku 1522, střední z roku 1490, a malý (umíráček) z roku 1738.

### Další pamětihodnosti
- Poutní areál U Svaté s pramenem a s Křížovou cestou z roku 2002
- Socha svatého Jana Nepomuckého
- nedokončený památník Bratislavsko-brněnské operace na vrchu Čertoraj východně od obce

## Galerie

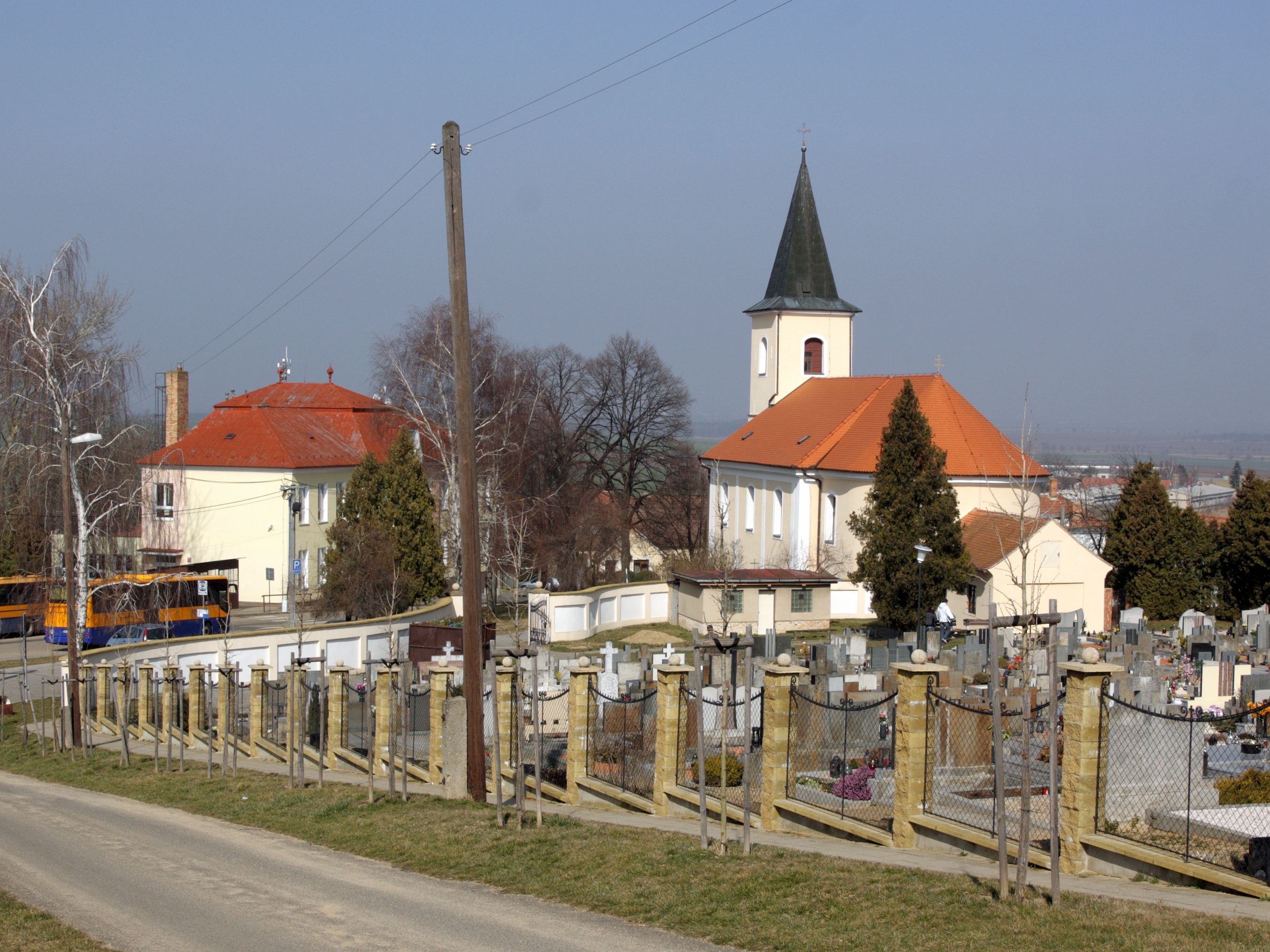
kostel a škola
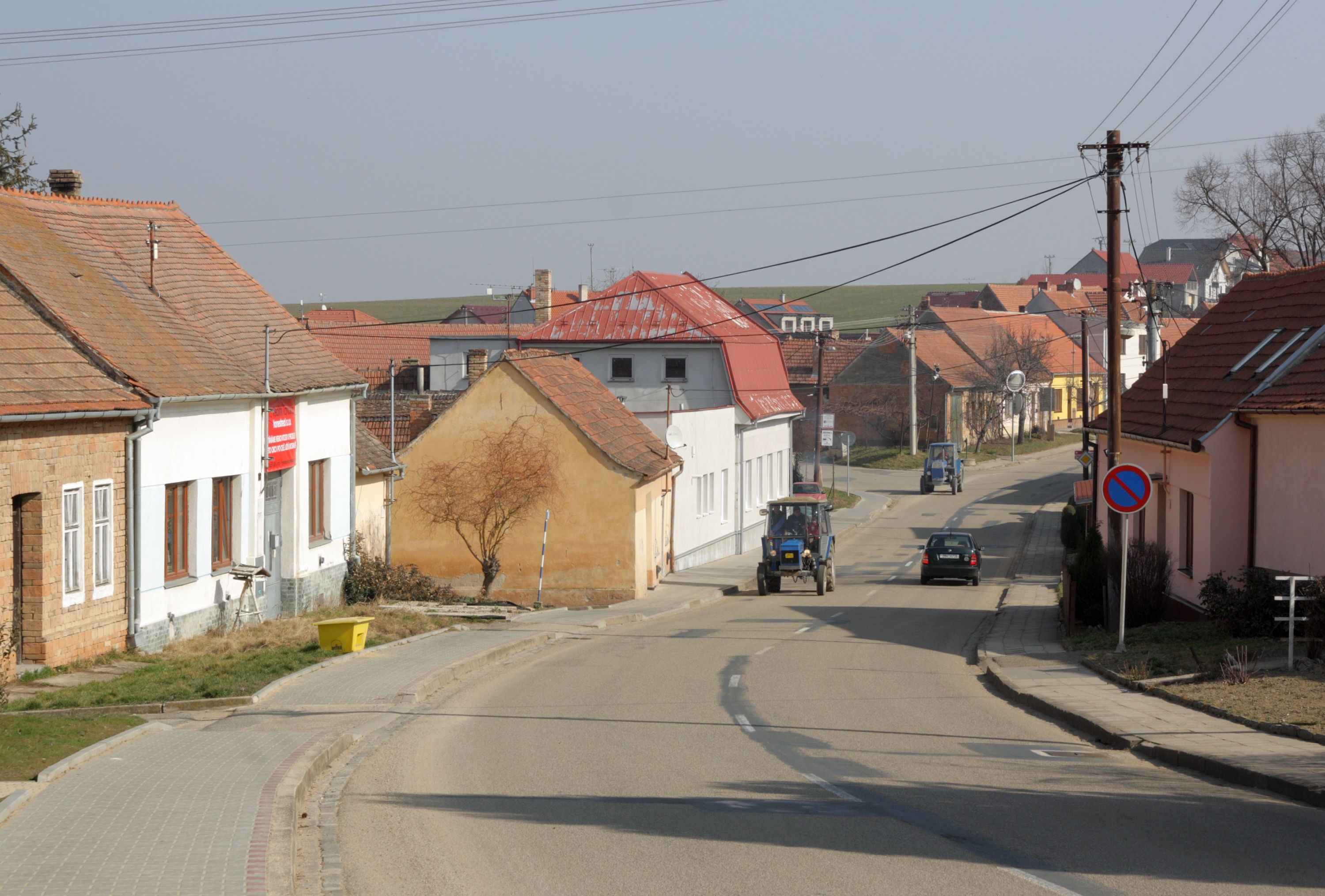
hlavní ulice
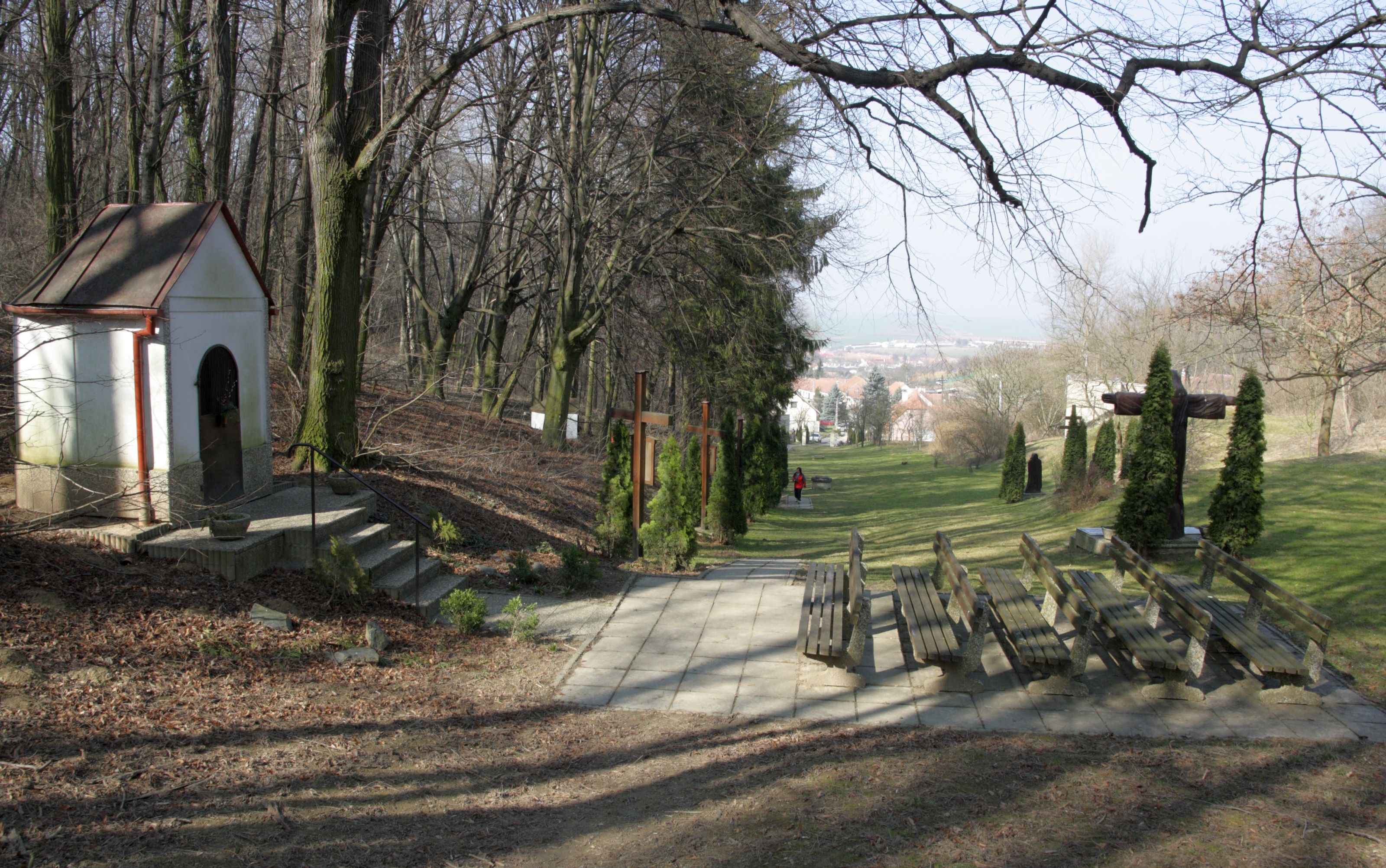
poutní areál U Svaté
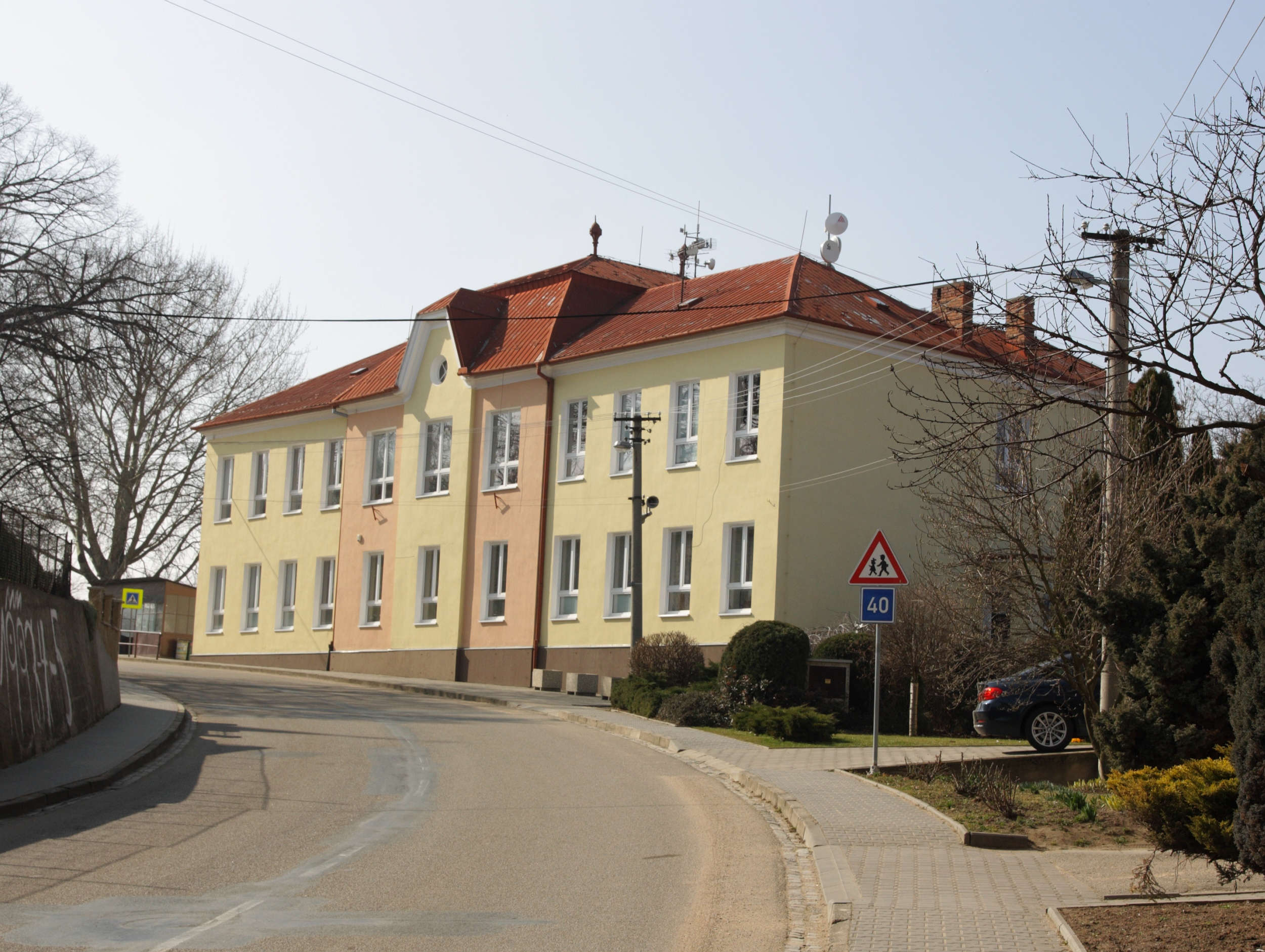
základní škola